# 湛山街道
湛山街道，是中华人民共和国山东省青岛市市南区下辖的一个街道。

## 行政区划
湛山街道下辖湛山社区、盐城路社区、秀湛路社区、仰口路社区。